# Toxomerus schlingeri
Toxomerus schlingeri är en tvåvingeart som beskrevs av Thompson 2007. Toxomerus schlingeri ingår i släktet Toxomerus och familjen blomflugor. Inga underarter finns listade i Catalogue of Life.